# Edmund Coffin
Edmund „Tad” Sloane Coffin (ur. 9 maja 1955 w Toledo) – amerykański jeździec sportowy. Dwukrotny złoty medalista olimpijski z Montrealu.
Startował we Wszechstronnym Konkursie Konia Wierzchowego, w Montrealu wygrał w obu konkursach: indywidualnym i drużynowym. Rok wcześniej zdobył dwa złote medale Igrzysk Panamerykańskich.

## Starty olimpijskie
Montreal 1976
- konkurs indywidualny i drużynowy (na koniu Bally Cor) –  złoto